# 克罗地亚裔智利人
克罗地亚裔智利人（西班牙语：Chileno-croatas；克罗地亚语：čileanski Hrvati）是完全或部分克罗地亚血统的智利人。智利拥有欧洲以外最大的克罗地亚族社区之一，仅次于克罗地亚裔美国人。它们是非西班牙语欧洲族群成功融入智利社会的主要例子之一。许多在该国担任最高职位的成功企业家、科学家、艺术家和著名政治家都具有克罗地亚血统。
历史上克罗地亚人因为反对奥匈帝国的种族政策先后离开当时的南斯拉夫王国，并且二战后许多反对共产政权的克罗地亚人纷纷移居海外。在智利南部火地岛的淘金潮，吸引了大量的克罗地亚人。